# Рахоланйоки
Рахоланйоки (Савийоки, Кальёки) — река в России, протекает по Лахденпохскому району Карелии.

## Общие сведения
Исток реки расположен в 1 км юго-западнее бывшей деревни Сярккямяки и далее течёт преимущественно в юго-восточном направлении.
Имеет притоки:
- Туртиноя (левый)
- Путкийоки (В 9 км от устья, по левому берегу)
- Вонкаоя (В 0,5 км от устья, по левому берегу)

В Куркиёках впадает в Куркийокский залив Ладожского озера. Высота устья — 5,1 м над уровнем моря. Длина реки составляет 22 км, площадь водосборного бассейна 149 км².

## Данные водного реестра
По данным государственного водного реестра России относится к Балтийскому бассейновому округу, водохозяйственный участок реки — Водные объекты бассейна оз. Ладожское без рр. Волхов, Свирь и Сясь, речной подбассейн реки — Нева и реки бассейна Ладожского озера (без подбассейна Свирь и Волхов, российская часть бассейнов). Относится к речному бассейну реки Нева (включая бассейны рек Онежского и Ладожского озера).
Код объекта в государственном водном реестре — 01040300212102000010641.

## Фотографии
|  |  |